# Tony Awards 2011
Die Verleihung des Tony Award 2011 fand am 12. Juni 2011 im Beacon Theatre in New York City statt. Es sind die 65th Annual American Theatre Wing’s Tony Awards. Im Jahr der Auszeichnung werden immer Theaterstücke/Musicals der vergangenen Saison ausgezeichnet, in diesem Fall also von 2010/2011. Die Moderation übernahm Neil Patrick Harris.

## Gewinner und Nominierte

### Theaterstücke
| Meiste Tonys         | War Horse (5 Tonys)                        |
| Meiste Nominierungen | Der Kaufmann von Venedig (7 Nominierungen) |

| Kategorie                                | Preisträger                                                                          | Theaterstück                    | Nominierungen |
| Bestes Theaterstück                      | Nick Stafford                                                                        | War Horse                       | Good People von David Lindsay-Abaire Jerusalem von Jez Butterworth The Motherf**ker with the Hat von Stephen Adly Guirgis                                                    |
| Beste Wiederaufnahme eines Theaterstücks |                                                                                      | The Normal Heart                | Arkadien The Importance of Being Earnest Der Kaufmann von Venedig |
| Bester Hauptdarsteller                   | Mark Rylance                                                                         | Jerusalem                       | Brian Bedford für The Importance of Being Earnest Bobby Cannavale für The Motherf**ker with the Hat Joe Mantello für The Normal Heart Al Pacino für Der Kaufmann von Venedig |
| Beste Hauptdarstellerin                  | Frances McDormand                                                                    | Good People                     | Nina Arianda für Born Yesterday Lily Rabe für Der Kaufman von Venedig Vanessa Redgrave für Driving Miss Daisy Hannah Yelland für Brief Encounter                             |
| Bester Nebendarsteller                   | John Benjamin Hickey                                                                 | The Normal Heart                | Mackenzie Crook für Jerusalem Billy Crudup für Arkadien Arian Moayed für Bengal Tiger at the Baghdad Zoo Yul Vázquez für The Motherf**ker with the Hat                       |
| Beste Nebendarstellerin                  | Ellen Barkin                                                                         | The Normal Heart                | Edie Falco für The House of Blue Leaves Judith Light für Lombardi Joanna Lumley für La Bête Elizabeth Rodriguez für The Motherf**ker with the Hat                            |
| Beste Theaterregie                       | Marianne Elliott und Tom Morris                                                      | War Horse                       | Joel Grey und George C. Wolfe für The Normal Heart Anna D. Shapiro für The Motherf**ker with the Hat Daniel Sullivan für Der Kaufmann von Venedig                            |
| Bestes Bühnenbild                        | Rae Smith                                                                            | War Horse                       | Todd Rosenthal für The Motherf**ker with the Hat Ultz für Jerusalem Mark Wendland für Der Kaufmann von Venedig                                                               |
| Beste Kostüme                            | Desmond Heeley                                                                       | The Importance of Being Earnest | Jess Goldstein für Der Kaufmann von Venedig Mark Thompson für La Bête Catherine Zuber für Born Yesterday                                                                     |
| Bestes Lichtdesign                       | Paule Constable                                                                      | War Horse                       | David Lander für Bengal Tiger at the Baghdad Zoo Kenneth Posner für Der Kaufmann von Venedig Mimi Jordan Sherin für Jerusalem                                                |
| Bestes Sounddesign                       | Christopher Shutt                                                                    | War Horse                       | Acme Sound Partners und Cricket S. Myers für Bengal Tiger at the Baghdad Zoo Simon Baker für Brief Encounter Ian Dickinson for Autograph für Jerusalem                       |
| Tony Honors for Excellence in Theatre    | William Berloni The Drama Book Shop Sharon Jensen Alliance for Inclusion in the Arts |                                 | |
| Special Tony Award                       | Athol Fugard und Philip J. Smith (Lebenswerk) Handspring Puppet Company              |                                 | |
| Isabelle Stevenson Award                 | Eve Ensler                                                                           |                                 | |
| Regional Theatre Tony Award              | Lookingglass Theatre Company in Chicago                                              |                                 | |

### Musicals
| Meiste Tonys (Musical)         | The Book of Mormon (9 Tonys)          |
| Meiste Nominierungen (Musical) | The Book of Mormon (14 Nominierungen) |

| Kategorie                                             | Preisträger                                            | Musical                                          | Nominierungen |
| Bestes Musical                                        | The Book of Mormon                                     |                                                  | Catch Me If You Can The Scottsboro Boys Sister Act |
| Bestes Musicallibretto                                | Trey Parker, Robert Lopez und Matt Stone               | The Book of Mormon                               | Cheri Steinkellner, Bill Steinkellner und Douglas Carter Beane für Sister Act David Thompson für The Scottsboro Boys Alex Timbers für Bloody Bloody Andrew Jackson                                                      |
| Beste Originalmusik eines Musicals oder Theaterstücks | Musik & Text: Trey Parker, Robert Lopez und Matt Stone | The Book of Mormon                               | Musik & Text: John Kander und Fred Ebb für The Scottsboro Boys Musik: Alan Menken, Text: Glenn Slater für Sister Act Musik & Text: David Yazbek für Frauen am Rande des Nervenzusammenbruchs                            |
| Beste Wiederaufnahme eines Musicals                   |                                                        | Anything Goes                                    | How to Succeed in Business Without Really Trying |
| Bester Hauptdarsteller                                | Norbert Leo Butz                                       | Catch Me If You Can                              | Josh Gad für The Book of Mormon Joshua Henry für The Scottsboro Boys Andrew Rannells für The Book of Mormon Tony Sheldon für Priscilla – Königin der Wüste                                                              |
| Beste Hauptdarstellerin                               | Sutton Foster                                          | Anything Goes                                    | Beth Leavel für Baby It's You! Patina Miller für Sister Act Donna Murphy für The People in the Picture |
| Bester Nebendarsteller                                | John Larroquette                                       | How to Succeed in Business Without Really Trying | Colman Domingo für The Scottsboro Boys Adam Godley für Anything Goes Forrest McClendon für The Scottsboro Boys Rory O’Malley für The Book of Mormon                                                                     |
| Beste Nebendarstellerin                               | Nikki M. James                                         | The Book of Mormon                               | Laura Benanti für Frauen am Rande des Nervenzusammenbruchs Tammy Blanchard für How to Succeed in Business Without Really Trying Victoria Clark für Sister Act Patti LuPone für Frauen am Rande des Nervenzusammenbruchs |
| Beste Musicalregie                                    | Casey Nicholaw und Trey Parker                         | The Book of Mormon                               | Rob Ashford für How to Succeed in Business Without Really Trying Kathleen Marshall für Anything Goes Susan Stroman für The Scottsboro Boys                                                                              |
| Beste Choreographie                                   | Kathleen Marshall                                      | Anything Goes                                    | Rob Ashford für How to Succeed in Business Without Really Trying Casey Nicholaw für The Book of Mormon Susan Stroman für The Scottsboro Boys                                                                            |
| Beste Orchestrierung                                  | Larry Hochman und Stephen Oremus                       | The Book of Mormon                               | Doug Besterman für How to Succeed in Business Without Really Trying Larry Hochman für The Scottsboro Boys Marc Shaiman und Larry Blank für Catch Me If You Can                                                          |
| Bestes Bühnenbild                                     | Scott Pask                                             | The Book of Mormon                               | Beowulf Boritt für The Scottsboro Boys Derek McLane für Anything Goes Donyale Werle für Bloody Bloody Andrew Jackson |
| Beste Kostüme                                         | Tim Chappel und Lizzy Gardiner                         | Priscilla – Königin der Wüste                    | Martin Pakledinaz für Anything Goes Ann Roth für The Book of Mormon Catherine Zuber für How to Succeed in Business Without Really Trying                                                                                |
| Bestes Lichtdesign                                    | Brian MacDevitt                                        | The Book of Mormon                               | Ken Billington für The Scottsboro Boys Howell Binkley für How to Succeed in Business Without Really Trying Peter Kaczorowski für Anything Goes                                                                          |
| Bestes Sounddesign                                    | Brian Ronan                                            | The Book of Mormon                               | Peter Hylenski für The Scottsboro Boys Steve Canyon Kennedy für Catch Me If You Can Brian Ronan für Anything Goes |